# Абельханов Садик Фахретдінович
Садик Фахретдінович Абельханов (тат. Sadıq Fəxretdin uğlı Əbelxanov, Садык Фәхретдин улы Әбелханов; 2 [15] травня 1915 — 27 вересня 1943) — учасник Радянсько-фінської та Німецько-радянської воєн, Герой Радянського Союзу (1944), сержант.

## Біографія
Народився в селі Нижньогородська губернії, у сім'ї робітника (батько працював на залізниці).
Татарин. Працював у колгоспі, потім переїхав до Ленінграда, де працював різноробом, слюсарем на тютюновій фабриці ім. Клари Цеткін, командиром відділення у загоні воєнізованої охорони Міністерства зв'язку СРСР.
Наприкінці 1936 року одружився.
Із 1938 служив в армії. Учасник радянсько-фінської війни. Брав участь у прориві «лінії Маннергейма».
Після демобілізації жив у Ленінграді, працював на Кіровському заводі.
Під час Німецько-радянської війни повторно призваний до лав РСЧА Краснооктябрським РВК, Горьківської області у вересні 1942 року.
На фронті перебував з жовтня 1942 року. Пройшов бойовий шлях від Сталінграда до Дніпра.
У ніч на 27 вересня 1943 р. навідник гармати (1248-й Запорізький винищувально-протитанковий артилерійський полк РГК, 12-а армія, 3-й Український фронт) сержант Абельханов першим відкрив вогонь по німецьких літаках, що бомбили район переправи командира полку).
Одним із перших форсував Дніпро у районі села Губенське (Вільнянський район, Запорізька область) та врятував моториста з підбитого катера. Брав участь у відбитті 13 ворожих контратак. Замінивши загиблого командира гармати, загинув у цьому бою.
Похований у братській могилі у селі Військове Солонянського району Дніпропетровської області УРСР.

## Нагороди
- Медаль «Золота Зірка» Героя Радянського Союзу
- Орден Леніна
- Медаль

## Пам'ять
Ім'ям Героя названо вулицю та школу в селі Семенівка (Краснооктябрський район, Нижньогородська область).